# 1186

## Události
- Knínský mír, smlouva o připojení Moravy k Čechám
- Byzantská říše uznala nezávislost Bulharska
- Guy de Lusignan se stal králem jeruzalémským
- sepsána Závěť křižáka Raula
- Leopold V. Babenberský s Otakarem Štýrským uzavřel tzv. Georgenberské úmluvy o dědění Štýrska

## Narození
- ? – Dagmar Dánská, dcera krále Přemysla Otakara I., dánská královna († 24. května 1213)
- ? – Ermesinda Lucemburská, lucemburská hraběnka († 13. února 1247)
- ? – Urraca Kastilská, portugalská královna († 3. listopadu 1220)
- ? – Ögedej, třetí syn Čingischána († 11. prosince 1241)

## Úmrtí
- 19. srpna – Geoffroy II. Bretaňský, bretaňský vévoda, hrabě z Richmondu, pátý syn anglického krále Jindřicha II. a Eleonory Akvitánské (* 1158)
- 29. září – Vilém z Tyru, jeruzalémský historik, kronikář a arcibiskup z Tyru (* asi 1130)
- září – Balduin V. Jeruzalémský, jeruzalémský král (* 1177)

## Hlavy států
- České knížectví – Bedřich
- Moravské markrabství – Konrád II. Ota
- Svatá říše římská – Fridrich I. Barbarossa
- Papež – Urban III.
- Anglické království – Jindřich II. Plantagenet
- Francouzské království – Filip II. August
- Polské knížectví – Kazimír II. Spravedlivý
- Uherské království – Béla III.
- Sicilské království – Vilém II. Dobrý
- Kastilské království – Alfonso VIII. Kastilský
- Rakouské vévodství – Leopold V. Babenberský
- Skotské království – Vilém Lev
- Byzantská říše – Izák II. Angelos